# Santa Maria de Castellet
Santa Maria de Castellet és una ermita que es troba dins el recinte del Castell de Castellet de Sant Vicenç de Castellet (Bages), al costat mateix de la torre.

## Història
Les primeres notícies documentals són del 1205 i 1282, però és possible que el titular primitiu fos Sant Miquel, documentat el 1341, molt freqüent a les capelles castelleres. Aquestes tenien com a complement un altar dedicat a Santa Maria, que desplaçaren el titular primitiu, com al castell de Balsareny.
El 1341 tenia un sacerdot beneficiat (posteriorment ermitans), que era a la vegada procurador de les rendes del senyor de Castellet. Hi consten romeries des del 1364, i en moltes ocasions era visitat en processó per parròquies del rodal i fins i tot, per ciutadans de Manresa amb motiu de sequeres com la del 1650, o epidèmies com el còlera del 1854. Depenia de la parròquia de Sant Vicenç, i quan aquesta perdé la funció parroquial, fou incorporada a la de Sant Vicenç de Castellbell, fins que retornà novament a la dependència inicial quan el 1870 Sant Vicenç assumí de nou funcions parroquials.
El 1884, mossèn Ignasi Perramon, rector de Sant Vicenç de Castellbell i custodi de Castellet, va promoure l'ampliació del santuari, que fou cremat durant la Guerra Civil, perdent els pocs ornaments religions que tenia. El 1942, s'hi va restablir el culte, celebrant-s'hi des de llavors el tradicional aplec.
A principis del segle xxi, l'ermita fou rehabilitada i el 2003 fou cedida pel bisbat de Vic a l'Ajuntament de Sant Vicenç de Castellet.

## Descripció
L'església actual, adossada a la casa dels ermitans, conserva part de la primitiva edificació preromànica i gairebé la totalitat de la romànica, que constitueix el primer cos de l'edifici, continuat amb un segon cos, més ampli, construït el 1884. També se li canvià la primitiva orientació amb la capçalera vers llevant, on ara hi ha l'escalinata que mena al portal modern i que engloba una part de l'antic absis.
L'interior del temple fou devastat el 1936, i ara hi ha una imatge de la Mare de Déu, còpia lliure de la romànica, realitzada el 1950 per l'escultor Josep Maria Camps i Arnau. L'original, que sembla correspondre al segle xii, es guarda actualment al mas les Vives, situat als peus del turó.